# Violingletsjer
De Violingletsjer is een gletsjer in Nationaal park Noordoost-Groenland in het oosten van Groenland. 

## Geografie
De gletsjer is gemiddeld noordwest-zuidoost georiënteerd en stroomt in zuidoostelijke richting. Ze heeft een lengte van meer dan 70 kilometer en is meer dan vier kilometer breed. Ze mondt in het zuidoosten uit in het gletsjermeer Furesø. Op ruim acht kilometer voor de gletsjertong ligt er aan de zuidwestzjde van de gletsjer een gletsjermeertje dat gevoed wordt door onder andere de westelijker gelegen Jomfrugletsjer.
Ongeveer tien kilometer naar het noorden ligt de Wahlenberggletsjer.
Ten noordoosten van de gletsjer ligt het Lyellland, in het oosten, zuiden en westen ligt het Nathorstland.